# Coppa del Generalissimo 1961-1962
La Copa del Generalísimo 1961-1962 fu la 58ª edizione della Coppa di Spagna. Il torneo iniziò il 12 novembre 1961 e si concluse l'8 luglio 1962. La finale si disputò allo Stadio Santiago Bernabéu di Madrid dove il Real Madrid ottenne la sua decima Coppa di Spagna.

## Formula
In questa edizione presero parte tutte le squadre di Primera División e di Segunda División che si sfidarono in scontri ad eliminazione diretta. Le sedici squadre di Primera División furono qualificate direttamente per i sedicesimi.

## Squadre partecipanti

### Primera División

#### 16 squadre
| - Athletic Bilbao - Atlético Madrid - Barcellona - Betis - Elche - Espanyol | - Maiorca - Osasuna - Racing Santander - Real Madrid - Real Oviedo | - Real Saragozza - Real Sociedad - Siviglia - Tenerife - Valencia |

### Segunda División

#### 32 squadre
| - Alavés - Albacete - Atlético Baleares - Baskonia - Burgos - Cadice - CD Cartagena - Celta Vigo | - Ceuta Sport - Córdoba - Deportivo La Coruña - Granada - Hércules - Indautxu - Las Palmas - Leonesa | - Levante - Malaga - Valencia Mestalla - Ourense - Plus Ultra - Pontevedra - Real Jaén - Real Murcia | - Recreativo Huelva - Sabadell - San Fernando - San Sebastián - Salamanca UDS - Sporting Gijón - Real Valladolid - Villarrobledo |

## Primo turno
|                     | Risultato |                   | Andata | Ritorno | Spareggio |  |
| ------------------- | --------- | ----------------- | ------ | ------- | --------- |  |
| Burgos              | 5 - 4     | Valencia Mestalla | 2 - 1  | 3 - 3   |           |  |
| Celta Vigo          | 6 - 3     | Córdoba           | 6 - 1  | 0 - 2   |           |  |
| Deportivo La Coruña | 6 - 2     | Recreativo Huelva | 5 - 0  | 1 - 2   |           |  |
| Baskonia            | 2 - 2     | CD Cartagena      | 2 - 1  | 0 - 1   | 1 - 0     |  |
| Real Jaén           | 1 - 5     | San Sebastián     | 1 - 2  | 0 - 3   |           |  |
| Las Palmas          | 1 - 4     | Sabadell          | 1 - 1  | 0 - 3   |           |  |
| Levante             | 3 - 5     | Pontevedra        | 3 - 0  | 0 - 5   |           |  |
| Sporting Gijón      | 2 - 3     | Real Murcia       | 1 - 0  | 1 - 3   |           |  |
| Hércules            | 5 - 3     | Plus Ultra        | 4 - 1  | 1 - 2   |           |  |
| Ourense             | 3 - 0     | Albacete          | 3 - 0  | 0 - 0   |           |  |
| Salamanca UDS       | 2 - 3     | Ceuta Sport       | 2 - 1  | 0 - 2   |           |  |
| Villarrobledo       | 2 - 2     | Atlético Baleares | 2 - 1  | 0 - 1   | 1 - 3     |  |
| Leonesa             | 3 - 7     | Granada           | 2 - 4  | 1 - 3   |           |  |
| Alavés              | 5 - 4     | Cadice            | 4 - 0  | 1 - 4   |           |  |
| Malaga              | 4 - 3     | Indautxu          | 4 - 0  | 0 - 3   |           |  |
| San Fernando        | 1 - 2     | Real Valladolid   | 1 - 0  | 0 - 2   |           |  |

## Sedicesimi di finale
|                     | Risultato |                   | Andata | Ritorno | Spareggio |  |
| ------------------- | --------- | ----------------- | ------ | ------- | --------- |  |
| Athletic Bilbao     | 7 - 3     | Sabadell          | 5 - 0  | 2 - 3   |           |  |
| Alavés              | 5 - 3     | Real Sociedad     | 3 - 2  | 2 - 1   |           |  |
| Siviglia            | 3 - 2     | Celta Vigo        | 2 - 0  | 1 - 2   |           |  |
| Tenerife            | 3 - 1     | Atlético Baleares | 3 - 0  | 0 - 1   |           |  |
| Deportivo La Coruña | 2 - 6     | Barcellona        | 1 - 3  | 1 - 3   |           |  |
| Hércules            | 3 - 6     | Betis             | 2 - 3  | 1 - 3   |           |  |
| Malaga              | 6 - 6     | Osasuna           | 4 - 0  | 2 - 6   | 3 - 1     |  |
| Maiorca             | 6 - 2     | Pontevedra        | 4 - 1  | 2 - 1   |           |  |
| Ceuta Sport         | 1 - 2     | Valencia          | 1 - 0  | 0 - 2   |           |  |
| Ourense             | 1 - 6     | Elche             | 0 - 1  | 1 - 5   |           |  |
| San Sebastián       | 1 - 8     | Real Madrid       | 1 - 3  | 0 - 5   |           |  |
| Atlético Madrid     | 3 - 3     | Baskonia          | 3 - 0  | 0 - 3   | 1 - 2     |  |
| Real Murcia         | 3 - 3     | Real Oviedo       | 2 - 0  | 1 - 3   | 0 - 3     |  |
| Real Valladolid     | 4 - 5     | Espanyol          | 3 - 3  | 1 - 2   |           |  |
| Real Saragozza      | 7 - 3     | Granada           | 5 - 1  | 2 - 2   |           |  |
| Racing Santander    | 2 - 2     | Burgos            | 1 - 0  | 1 - 2   | 2 - 1     |  |

## Ottavi di finale
|                | Risultato |                  | Andata | Ritorno | Spareggio |  |
| -------------- | --------- | ---------------- | ------ | ------- | --------- |  |
| Real Saragozza | 2 - 2     | Racing Santander | 2 - 1  | 0 - 1   | 4 - 2     |  |
| Espanyol       | 3 - 2     | Alavés           | 2 - 0  | 1 - 2   |           |  |
| Malaga         | 1 - 3     | Athletic Bilbao  | 1 - 1  | 0 - 2   |           |  |
| Baskonia       | 1 - 12    | Barcellona       | 0 - 2  | 1 - 10  |           |  |
| Siviglia       | 5 - 4     | Betis            | 5 - 3  | 0 - 1   |           |  |
| Tenerife       | 3 - 2     | Real Oviedo      | 3 - 0  | 0 - 2   |           |  |
| Elche          | 4 - 9     | Real Madrid      | 3 - 4  | 1 - 5   |           |  |
| Maiorca        | 1 - 6     | Valencia         | 0 - 2  | 1 - 4   |           |  |

## Quarti di finale
|                 | Risultato |                | Andata | Ritorno | Spareggio |  |
| --------------- | --------- | -------------- | ------ | ------- | --------- |  |
| Athletic Bilbao | 2 - 3     | Valencia       | 2 - 2  | 0 - 1   |           |  |
| Real Madrid     | 3 - 2     | Barcellona     | 0 - 1  | 3 - 1   |           |  |
| Espanyol        | 3 - 2     | Real Saragozza | 1 - 1  | 1 - 3   |           |  |
| Tenerife        | 1 - 1     | Siviglia       | 1 - 1  | 0 - 0   | 0 - 1     |  |

## Semifinali
|                | Risultato |             | Andata | Ritorno |  |
| -------------- | --------- | ----------- | ------ | ------- |  |
| Valencia       | 2 - 5     | Siviglia    | 2 - 2  | 0 - 3   |  |
| Real Saragozza | 2 - 6     | Real Madrid | 1 - 2  | 1 - 4   |  |

## Finale
| Arbitro: | José Castiñeira |

|                |           |             |
| Puskas 76’ 90’ | Marcatori | 47’ Diéguez |